# (22450) Nové Hrady
(22450) Nové Hrady, désignation internationale (22450) Nove Hrady, est un astéroïde de la ceinture principale.

## Description
(22450) Nove Hrady est un astéroïde de la ceinture principale. Il fut découvert le 3 novembre 1996 à l'Observatoire Kleť par Jana Tichá et Miloš Tichý. Il présente une orbite caractérisée par un demi-grand axe de 2,68 UA, une excentricité de 0,21 et une inclinaison de 5,4° par rapport à l'écliptique.

## Compléments